# Lapponia

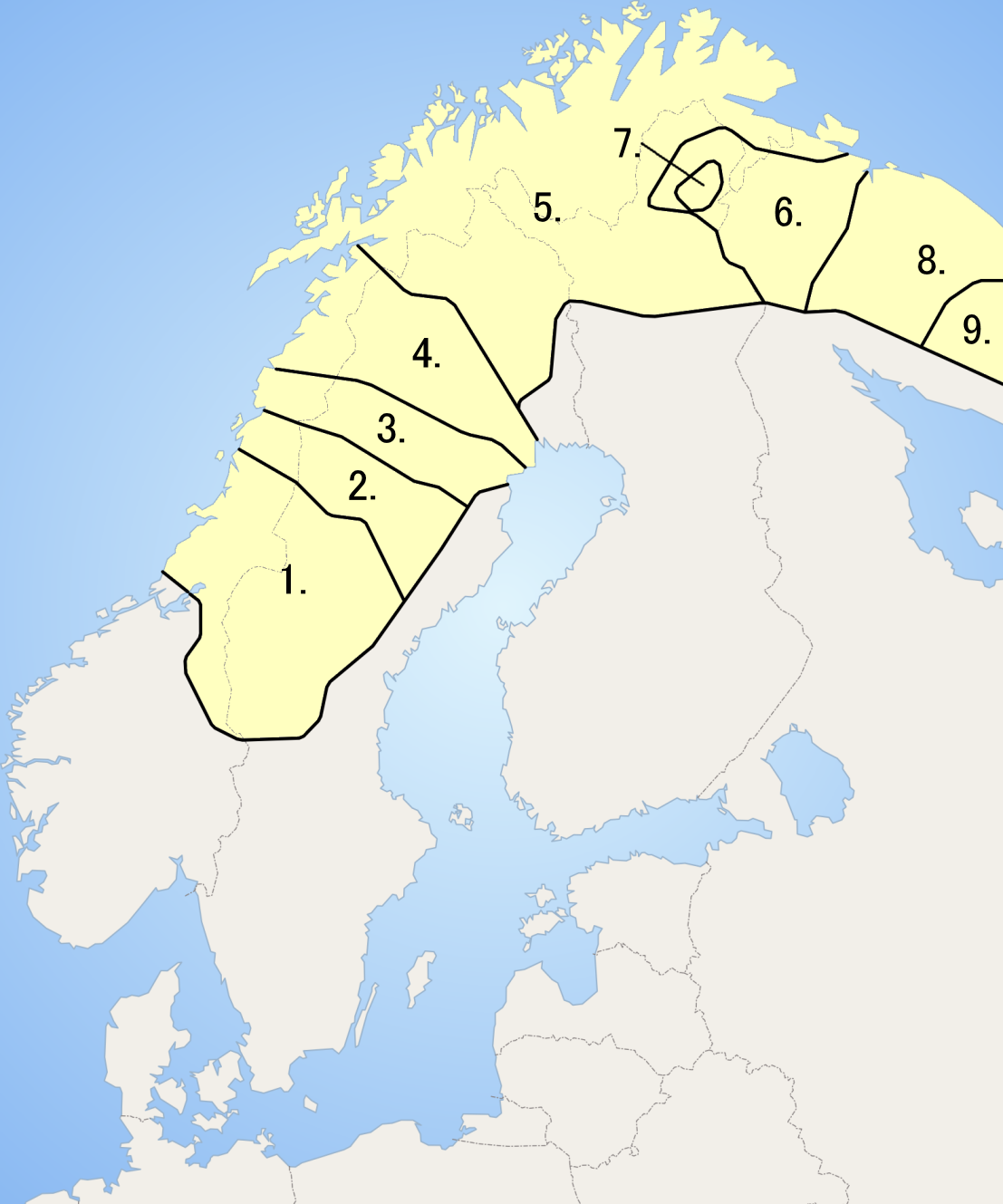
Le aree linguistiche lapponi

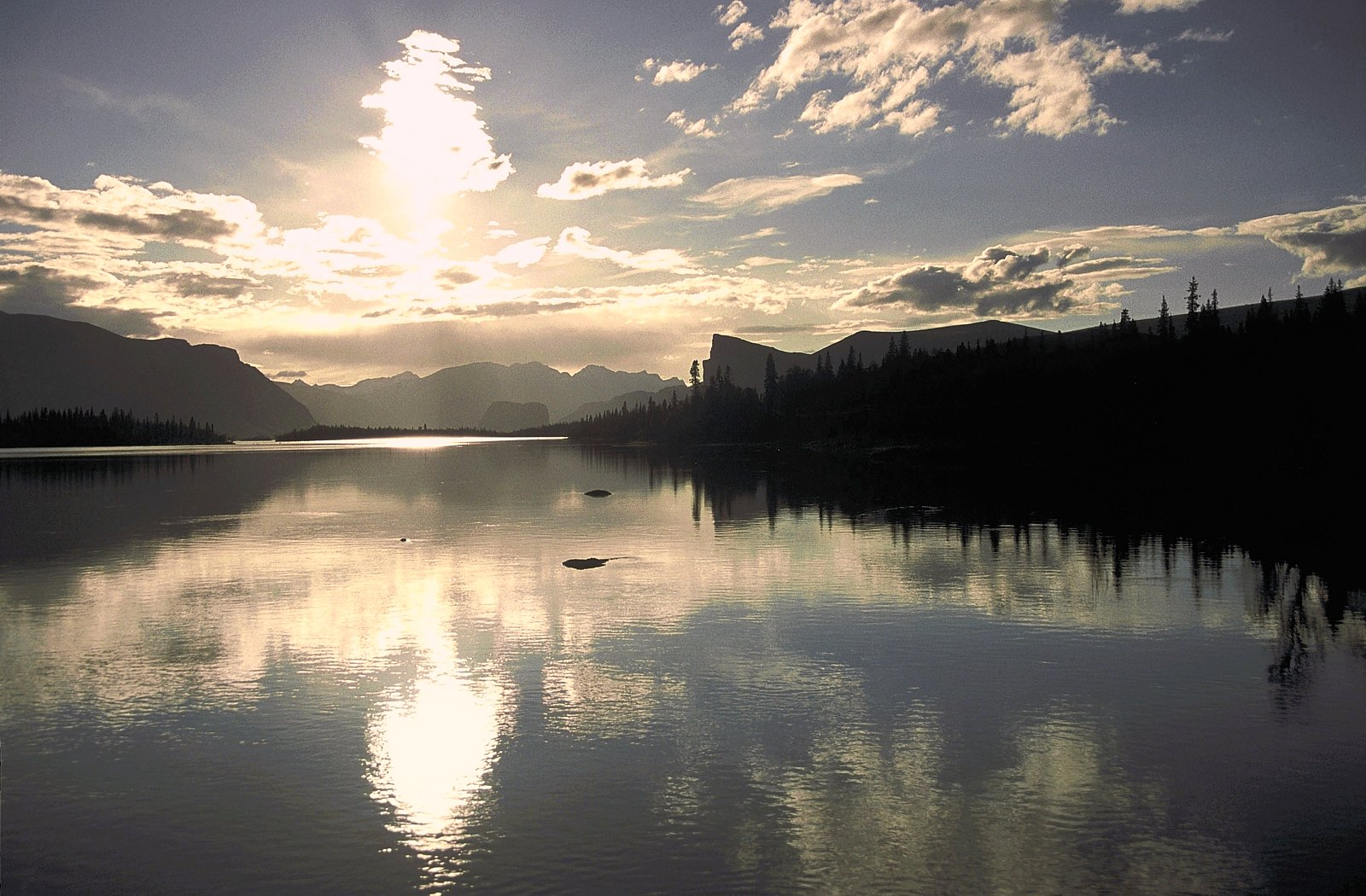
Il Parco nazionale Sarek

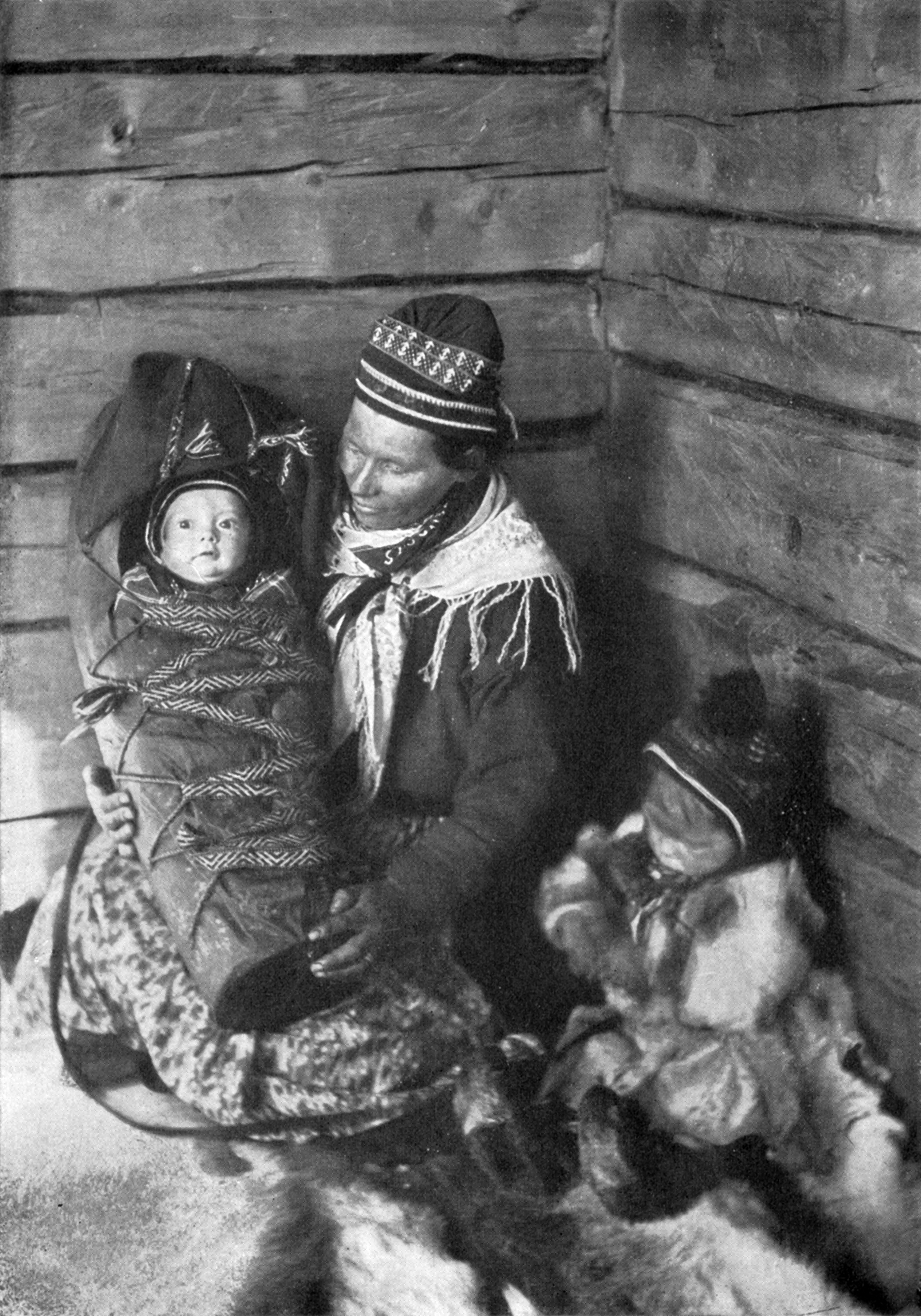
Abitanti locali nel 1917

La Lapponia   è la regione geografico-culturale abitata dalla popolazione Sami. Si trova nell'Europa del Nord, distribuita nelle regioni settentrionali di Norvegia, Svezia, Finlandia e della penisola di Kola, in Russia. Confina a nord con il Mare di Barents, ad ovest con il Mar di Norvegia e a est con il Mar Bianco.

## Etimologia
Il termine Sápmi deriva dalla parola *žēmē ossia "terra" in lingua baltica. Dalla stessa radice, si pensa provenga l'origine del nome Suomi, la parola finlandese per indicare la Finlandia. In norvegese e svedese moderno, Sápmi è conosciuta come "Sameland".

## Geografia

### Norvegia
In Norvegia comprende le seguenti contee:
- Nordland
- Trøndelag
- Troms
- Finnmark

### Svezia
In Svezia comprende le seguenti contee, parte della regione storica del Norrland che viene chiamata Lapponia svedese:
- Jämtland
- Norrbotten
- Västerbotten

### Finlandia
In Finlandia comprende una provincia omonima:
- Lapin maakunta (provincia della Lapponia)

### Russia
In Russia comprende un Oblast':
- Murmansk

## Storia
Nel XIX secolo fu oggetto di spedizioni scientifiche come quella di Jöns Svanberg, professore universitario svedese.
Benché la Lapponia possieda una connotazione "semi-nazionale", che trascende i confini esistenti tra i quattro stati su cui è ripartita, non vi è mai stata e non vi è nessuna spinta per una completa autonomia.
I "parlamenti Sami", fondati in Norvegia (1989), Svezia (1993) e Finlandia (1996), hanno un peso politico debole il cui compito principale è lavorare per la preservazione della cultura sami. Nondimeno, anche le questioni ancora aperte sul possesso della terra e del diritto al pascolo per gli allevamenti delle renne entrano nell'agenda di questi organi.
La minoranza sami in Russia non gode di alcun particolare riconoscimento politico.

## Caratteristiche
Tipica della popolazione sami è la forma di canto popolare detta joik. Artisti originari della Lapponia sono Mari Boine, Wimme Saari e le Angelit.

## Patrimonio dell'Umanità
Nel 1996 un'area di 9.600 chilometri quadrati chiamata Lapponia, regione di Lapponia o Area lappone e situata nella parte svedese della Lapponia è stata inserita fra i Patrimoni dell'umanità dell'UNESCO. Il 95% di questa regione è protetta come parco nazionale o riserva naturale.